# Zhengzhou Greenland Plaza
La Zhengzhou Greenland Plaza est un gratte-ciel construit en 2012 Zhengzhou en Chine. Il abrite un hôtel et des bureaux et s'élève à 280 mètres pour 56 étages. L'immeuble est reconnaissable par sa forme inspirée des pagodes de l'architecture chinoise.
En 2023 c'est l'un des trois plus haut gratte-ciel de Zhengzhou.
Les architectes sont l'agence d'architecture américaine SOM et l'agence chinoise East China Architectural Design & Research Institute (ECADI)